# Angering (Schwindegg)
Angering ist ein Gemeindeteil der Gemeinde Schwindegg im oberbayerischen Landkreis Mühldorf am Inn.

## Lage
Der Weiler Angering liegt 3,5 Kilometer nordöstlich von Schwindegg und in der Luftlinie 3,5 Kilometer nördlich der Bundesautobahn A 94. Von deren Ausfahrt 16 (Schwindegg) ist Angering auf einer 6,5 Kilometer langen Fahrt erreichbar und von der Ausfahrt 17 (Heldenstein) auf einer 7,5 Kilometer langen Fahrt.
Die Gebäude von Angering liegen östlich des Walkersaicher Mühlbachs. Oberhalb der Brücke Angering wurde dessen Wasser von 2009 bis 2021 an einer Messstelle des Wasserwirtschaftsamts Rosenheim mindestens einmal im Monat chemisch untersucht. Die Chemiedaten können über das Internet in Form von Grafiken oder Tabellen angezeigt werden und stehen als Download zur Verfügung. Die Proben für die Biologiedaten werden in der Regel alle drei Jahre einmal an der Messstelle entnommen. Davon abweichend erfolgte die Erfassung des Phytoplankton in den Untersuchungsjahren sieben Mal.

## Denkmalschutz
Das	Wohnstallhaus Angering 3 ist der Nordflügel eines Dreiseithofes. Es ist ein zweigeschossiger Flachsatteldachbau mit neugotischer Haustür aus der 2. Hälfte des 18. Jahrhunderts. Die Veränderungen und Dachwerk wurden im 19. Jahrhundert ausgeführt. Der nahegelegene Stallstadel bildet den Westflügel. Es ist ein Sichtziegelbau mit Blendbögen und Flachsatteldach aus der Zeit um 1900. Das Backhaus ist ebenfalls ein Sichtziegelbau mit Satteldach aus dem 19. Jahrhundert. Diese drei Gebäude sind in die Liste der Baudenkmäler in Schwindegg eingetragen.

## Bevölkerungsentwicklung

Angering 1, Nebenbau

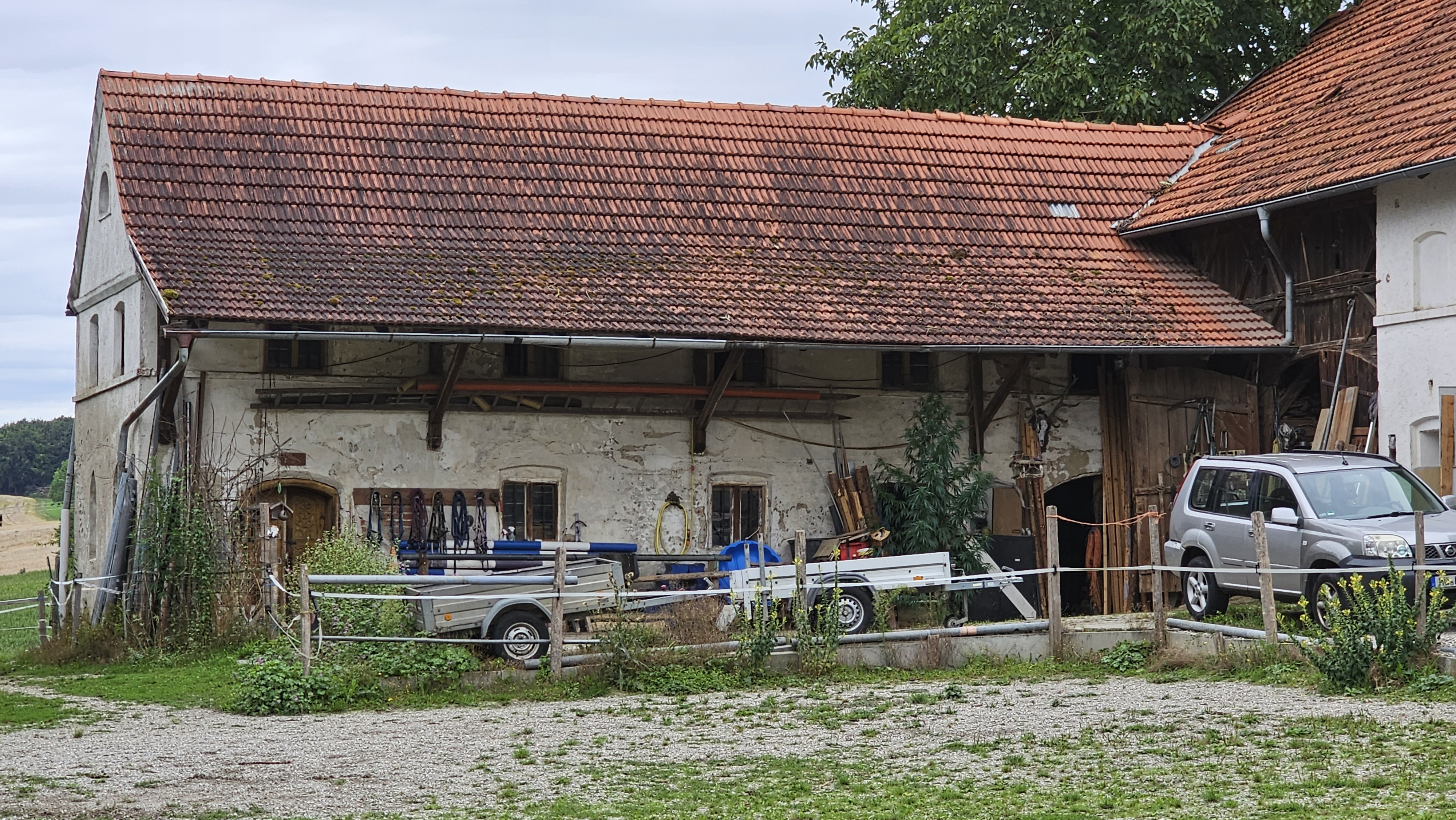
Angering 5

In Angering gab es 1871 insgesamt 27 Einwohner. Im Mai 1987 gab es 29 Einwohner in neun Wohnungen in sieben Wohngebäuden.
| Jahr      | 1871 | 1925 | 1950 | 1970 | 1987 |
| Einwohner | 27   | 36   | 33   | 29   | 29   |